# Comme si de rien n'était
Comme si de rien n'était (em português:  Como se nada tivesse acontecido) é o terceiro álbum da cantora e primeira-dama francesa Carla Bruni. Foi lançado em 11 de julho de 2008 no continente europeu, em 14 de julho no Reino Unido e em 5 de agosto nos Estados Unidos.
| Críticas profissionais                                                      | Críticas profissionais |
| Avaliações da crítica                                                       | Avaliações da crítica  |
| Fonte                                                                       | Avaliação              |
| --------------------------------------------------------------------------- | ---------------------- |
| allmusic                                                                    | [ 2 ]                  |
| Esta tabela precisa de ser acompanhada por texto em prosa. Consulte o guia. |                        |

## Faixas
| N.º | Título                       | Duração |  |
| 1.  | "Ma Jeunesse"                | 2:34    |  |
| 2.  | "La possibilité d'une île"   | 3:57    |  |
| 3.  | "L'Amoureuse"                | 3:03    |  |
| 4.  | "Tu es ma came"              | 3:02    |  |
| 5.  | "Salut marin"                | 2:52    |  |
| 6.  | "Ta tienne"                  | 2:40    |  |
| 7.  | "Péché d'envie"              | 2:54    |  |
| 8.  | "You Belong to Me"           | 2:59    |  |
| 9.  | "Le Temps perdu"             | 2:44    |  |
| 10. | "Déranger les pierres"       | 3:13    |  |
| 11. | "Je suis une enfant"         | 3:07    |  |
| 12. | "L'Antilope"                 | 2:02    |  |
| 13. | "Notre grand amour est mort" | 3:25    |  |
| 14. | "Il vecchio e il bambino"    | 3:23    |  |

## Lançamento
| Local                  | Data                                 |
| ---------------------- | ------------------------------------ |
| França                 | 11 de julho de 2008                  |
| Europa                 | 11 de julho de 2008                  |
| Espanha                | 11 de julho de 2008                  |
| Suíça                  | 11 de julho de 2008                  |
| Bélgica                | 11 de julho de 2008                  |
| Itália                 | 11 de julho de 2008                  |
| Irlanda                | 11 de julho de 2008                  |
| Alemanha               | 11 de julho de 2008                  |
| Reino Unido            | 14 de julho de 2008                  |
| Portugal               | 14 de julho de 2008                  |
| Canadá                 | 15 de julho de 2008                  |
| Estados Unidos Digital | 22 de julho de 2008                  |
| Estados Unidos Físico  | 5 de agosto de 2008                  |
| Brasil                 | 8 de agosto de 2008                  |
| Argentina              | 8 de agosto de 2008                  |
| Taiwan                 | 1 de outubro de 2008 (Jingo Records) |